# Vilayet de Hüdavendigâr
1867–1922
Le vilayet de Hüdavendigâr est une province historique de l'Empire ottoman en Anatolie. Sa capitale était Bursa.

## Histoire
Le vilayet de Hüdavendigâr est créé en 1867 pendant les réformes du tanzimat. Il remplace un ancien eyalet (ou pachalik) créé en 1827 par division du vaste eyalet d'Anatolie.
Le Chemin de Fer Moudania Brousse est ouvert en 1875.

## Subdivisions

Costumes de Juifs de Brousse (vilayet de Hudavendighiar), 1873

Vue de Bursa, Hallwyl, 1901

Le vilayet comprenait les sandjaks suivants :
1. Sandjak de Bursa
2. Sandjak d'Ertuğrul
3. Sandjak d'Eskişehir créé en 1910
4. Sandjak de Kütahya détaché de celui d'Eskişehir en 1915
5. Sandjak de Karahisar-ı Sahip (Afyonkarahisar) créé en 1915
6. Sandjak de Karesi